# Major League Baseball 2025
La stagione 2025 della Major League Baseball è la 123ª edizione del campionato professionistico di baseball organizzato dall'omonima lega. La stagione è iniziata il 18-19 marzo 2025, con la disputa di una serie di due partite tra i Los Angeles Dodgers e i Chicago Cubs disputata a Tokyo (Giappone) prima dell'inizio del vero e proprio campionato, avvenuto il 27 marzo 2025. La regular season si concluderà il 28 settembre 2025, a cui seguiranno i playoff. Il tradizionale All-Star Game, giunto alla sua 95ª edizione, si è tenuto presso il Truist Park di Cumberland, in Georgia (terreno di gioco degli Atlanta Braves) il 15 luglio 2025. I detentori del titolo sono i Los Angeles Dodgers, che nel 2024 hanno battuto alle World Series i New York Yankees in 5 gare.
La stagione segna la prima delle tre stagioni in cui gli Athletics hanno definitivamente lasciato la loro precedente sede di Oakland (California), trasferendosi temporaneamente a Sacramento (California) in vista del trasferimento definitivo a Las Vegas a partire dalla stagione 2028. In questa stagione, la squadra viene indicata con il semplice nome di Athletics, senza alcun nome di città associato.

## Squadre partecipanti
| Squadra               | Stagione | League          | Division            | Città                | Stadio                       |
| --------------------- | -------- | --------------- | ------------------- | -------------------- | ---------------------------- |
| Arizona Diamondbacks  | dettagli | National League | NL West Division    | Phoenix (AZ)         | Chase Field                  |
| Oakland Athletics     | dettagli | American League | AL West Division    | West Sacramento (CA) | Sutter Health Park           |
| Atlanta Braves        | dettagli | National League | NL East Division    | Cumberland (GA)      | Truist Park                  |
| Baltimore Orioles     | dettagli | American League | AL East Division    | Baltimore (MD)       | Oriole Park at Camden Yards  |
| Boston Red Sox        | dettagli | American League | AL East Division    | Boston (MA)          | Fenway Park                  |
| Chicago Cubs          | dettagli | National League | NL Central Division | Chicago (IL)         | Wrigley Field                |
| Chicago White Sox     | dettagli | American League | AL Central Division | Chicago (IL)         | Rate Field                   |
| Cincinnati Reds       | dettagli | National League | NL Central Division | Cincinnati (OH)      | Great American Ball Park     |
| Cleveland Guardians   | dettagli | American League | AL Central Division | Cleveland (OH)       | Progressive Field            |
| Colorado Rockies      | dettagli | National League | NL West Division    | Denver (CO)          | Coors Field                  |
| Detroit Tigers        | dettagli | American League | AL Central Division | Detroit (MI)         | Comerica Park                |
| Houston Astros        | dettagli | American League | AL West Division    | Houston (TX)         | Daikin Park                  |
| Kansas City Royals    | dettagli | American League | AL Central Division | Kansas City (MO)     | Kauffman Stadium             |
| L.A. Angels           | dettagli | American League | AL West Division    | Anaheim (CA)         | Angel Stadium                |
| L.A. Dodgers          | dettagli | National League | NL West Division    | Los Angeles (CA)     | Dodger Stadium               |
| Miami Marlins         | dettagli | National League | NL East Division    | Miami (FL)           | LoanDepot Park               |
| Milwaukee Brewers     | dettagli | National League | NL Central Division | Milwaukee (WI)       | American Family Field        |
| Minnesota Twins       | dettagli | American League | AL Central Division | Minneapolis (MN)     | Target Field                 |
| New York Mets         | dettagli | National League | NL East Division    | New York (NY)        | Citi Field                   |
| New York Yankees      | dettagli | American League | AL East Division    | New York (NY)        | Yankee Stadium               |
| Philadelphia Phillies | dettagli | National League | NL East Division    | Philadelphia (PA)    | Citizens Bank Park           |
| Pittsburgh Pirates    | dettagli | National League | NL Central Division | Pittsburgh (PA)      | PNC Park                     |
| San Diego Padres      | dettagli | National League | NL West Division    | San Diego (CA)       | Petco Park                   |
| San Francisco Giants  | dettagli | National League | NL West Division    | San Francisco (CA)   | Oracle Park                  |
| Seattle Mariners      | dettagli | American League | AL West Division    | Seattle (WA)         | T-Mobile Park                |
| St. Louis Cardinals   | dettagli | National League | NL Central Division | St. Louis (MO)       | Busch Stadium                |
| Tampa Bay Rays        | dettagli | American League | AL East Division    | Tampa (FL)           | George M. Steinbrenner Field |
| Texas Rangers         | dettagli | American League | AL West Division    | Arlington (TX)       | Globe Life Field             |
| Toronto Blue Jays     | dettagli | American League | AL East Division    | Toronto (ON)         | Rogers Centre                |
| Washington Nationals  | dettagli | National League | NL East Division    | Washington (DC)      | Nationals Park               |

## Formato
La stagione MLB 2025 è organizzata secondo la tradizionale divisione in tre parti, costituite da una preseason (lo spring training), la regular season e la postseason.
Durante lo spring training ogni squadra riunisce i propri giocatori e disputa una serie di partite amichevoli con le altre squadre della lega e in regioni degli Stati Uniti dove le temperature e il clima è più mite (principalmente Arizona e Florida).
Con l'Opening Day inizia il vero e proprio campionato, giorno nel quale ogni squadra disputa la prima partita della sua regular season, composta di 162 partite. Il calendario di ogni squadra è generalmente organizzato in una serie di 3 partite consecutive contro la stessa squadra (in tre giorni diversi) per poi affrontare un'altra serie; in qualche occasione le serie sono di due partite o di quattro partite. Ogni division determina una classifica che si basa sul record stagionale, ovvero sul bilancio tra vittorie e sconfitte.
Al termine della regular season si disputa la postseason. Per assicurarsi un posto nella fase decisiva del campionato, ogni squadra deve classificarsi al 1° posto della propria division, oppure ottenere una delle 6 wild cards disponibili (3 per l'American League e 3 per la National League), riservate alle 3 squadre non campioni divisionali con il miglior record stagionale. La postseason si realizza, quindi, come un normale torneo ad eliminazione diretta, dove ogni sfida si disputa al meglio delle 7 gare. La vincente della finale del campionato, le cosiddette World Series, ottiene il titolo di campione.

## Il calendario
Il 18 luglio 2024 la MLB ha reso pubblico il calendario della stagione 2025. Ogni squadra disputa un totale di 162 partite in regular season. In questa stagione il calendario è stato modificato in modo da aumentare il numero di partite tra rivali appartenenti alle due diverse "leghe" (American League e National League), aumentandole da 4 a 6, divise in due serie di 3 partite ognuna (invece delle precedenti due serie da 2 partite). Il weekend del 14-16 maggio 2025 è stato denominato "Rivalry Weekend", proponendo 11 serie da squadre rivali in sfide interleague.
La stagione si è aperta ufficialmente il 18 e 19 marzo 2025 con le MLB Tokyo Series 2025, disputate a Tokyo (Giappone) e che hanno visto come protagoniste in due partite Los Angeles Dodgers (detentori del titolo) e Chicago Cubs. L'Opening Day in America si è invece tenuto il 27 marzo 2025, giorno nel quale tutte le squadre sono scese in campo (a parte Colorado Rockies e Tampa Bay Rays, le quali hanno visto spostato il loro esordio stagionale al 28 marzo 2025, a causa della necessità di completare i lavori di adattamento dell'impianto casalingo temporaneo di quest'ultima squadra, lo Steinbrenner Field).
Il 95° All-Star Game si è disputato il 15 luglio 2025 presso il Truist Park di Cumberland (Georgia), impianto casalingo degli Atlanta Braves. Il 2 agosto 2025 i Braves e i Cincinnati Reds avrebbero dovuto disputare una gara presso il Bristol Motor Speedway di Bristol (Tennessee); tuttavia, a causa delle pessime condizioni meteorologiche, la partita è stata in un primo tempo rinviata e poi del tutto annullata a metà del 1° inning. Il 17 agosto 2025 si tiene il MLB Little League Classic presso il Bowman Field di Williamsport (Pennsylvania), con protagonisti i Seattle Mariners e i New York Mets.

## Modifiche alle regole
Il 25 gennaio 2025, la MLB ha annunciato una serie di modifiche alle regole entrate in vigore a partire da questa stagione.
- Se una squadra viola il divieto precedentemente istituito sullo spostamento degli interni, che richiede un minimo di due interni su entrambi i lati della seconda base, al battitore viene assegnata la prima base e i corridori potranno avanzare di una base. In precedenza la penalità per la violazione del divieto era un ball automatico.
- La vide review può essere chiamata allo scopo di verificare se un giocatore ha superato la seconda o la terza base e di essere eliminati per abbandono dell'area di gioco, anche se questo non era l'oggetto della revisione originale.

### Regole sperimentali
Solo durante lo spring training, sono stati utilizzati 13 stadi per testare l'Automated Ball-Strike System (ABS), un sistema automatico in grado di interpretare se la palla lanciata sia dentro o fuori la zona di strike del battitore. Quando disponibile, ogni squadra aveva due video review a partita riguardo alla chiamata dell'arbitro sulla zona di strike: se il loro challenge risultava corretto, la squadra manteneva il totale di challenge disponibili. La decisione di chiamare il challenge era affidata soltanto al battitore, al catcher o al lanciatore, senza possibilità di avere alcuna assistenza esterna.

## Regular season
Dati aggiornati al 9 agosto 2025

### American League
East Division
| Squadra           | Vittorie | Sconfitte | Perc. | GB   |
| ----------------- | -------- | --------- | ----- | ---- |
| Toronto Blue Jays | 68       | 49        | .581  | —    |
| Boston Red Sox    | 65       | 52        | .556  | 3    |
| New York Yankees  | 61       | 55        | .526  | 6.5  |
| Tampa Bay Rays    | 57       | 60        | .487  | 11   |
| Baltimore Orioles | 53       | 63        | .457  | 14.5 |

Central Division
| Squadra             | Vittorie | Sconfitte | Perc. | GB   |
| ------------------- | -------- | --------- | ----- | ---- |
| Detroit Tigers      | 67       | 50        | .573  | —    |
| Cleveland Guardians | 60       | 55        | .522  | 6    |
| Kansas City Royals  | 57       | 59        | .491  | 9.5  |
| Minnesota Twins     | 55       | 60        | .478  | 11   |
| Chicago White Sox   | 42       | 74        | .362  | 24.5 |

West Division
| Squadra            | Vittorie | Sconfitte | Perc. | GB  |
| ------------------ | -------- | --------- | ----- | --- |
| Houston Astros     | 65       | 51        | .560  | —   |
| Seattle Mariners   | 64       | 53        | .547  | 1.5 |
| Texas Rangers      | 60       | 57        | .513  | 5.5 |
| Los Angeles Angels | 55       | 61        | .474  | 10  |
| Athletics          | 51       | 67        | .432  | 15  |

### National League
East Division
| Squadra               | Vittorie | Sconfitte | Perc. | GB  |
| --------------------- | -------- | --------- | ----- | --- |
| Philadelphia Phillies | 66       | 49        | .574  | —   |
| New York Mets         | 63       | 53        | .543  | 3.5 |
| Miami Marlins         | 57       | 58        | .496  | 9   |
| Atlanta Braves        | 48       | 67        | .417  | 18  |
| Washington Nationals  | 45       | 70        | .391  | 21  |

Central Division
| Squadra             | Vittorie | Sconfitte | Perc. | GB |
| ------------------- | -------- | --------- | ----- | -- |
| Milwaukee Brewers   | 71       | 44        | .617  | —  |
| Chicago Cubs        | 66       | 49        | .574  | 5  |
| Cincinnati Reds     | 60       | 57        | .513  | 12 |
| St. Louis Cardinals | 59       | 58        | .504  | 13 |
| Pittsburgh Pirates  | 51       | 66        | .436  | 21 |

West Division
| Squadra              | Vittorie | Sconfitte | Perc. | GB   |
| -------------------- | -------- | --------- | ----- | ---- |
| Los Angeles Dodgers  | 67       | 49        | .578  | —    |
| San Diego Padres     | 64       | 52        | .552  | 3    |
| San Francisco Giants | 59       | 57        | .509  | 8    |
| Arizona Diamondbacks | 55       | 61        | .474  | 12   |
| Colorado Rockies     | 30       | 85        | .261  | 36.5 |

## Statistiche
Dati aggiornati all'8 agosto 2025.
Fonte: MLB

### Statistiche individuali

#### American League

##### Battitori
| S   | Giocatore (Squadra)       | Totale |
| --- | ------------------------- | ------ |
| AVG | Aaron Judge (NYY)         | .339   |
| OPS | Aaron Judge (NYY)         | 1.143  |
| HR  | Cal Raleigh (SEA)         | 43     |
| RBI | Cal Raleigh (SEA)         | 93     |
| R   | Aaron Judge (NYY)         | 90     |
| H   | Bo Bichette (TOR)         | 146    |
| SB  | José Caballero (NYY)/(TB) | 35     |

##### Lanciatori
| S    | Giocatore (Squadra)                     | Totale |
| ---- | --------------------------------------- | ------ |
| W    | Garrett Crochet (BOS)                   | 13     |
| L    | Jack Flaherty (DET) Luis Severino (ATH) | 11     |
| ERA  | Garrett Crochet (BOS)                   | 2.24   |
| K    | Tarik Skubal (DET)                      | 187    |
| IP   | Garrett Crochet (BOS)                   | 148.1  |
| SV   | Carlos Estévez (KC) Josh Hader (HOU)    | 28     |
| WHIP | Tarik Skubal (DET)                      | 0.86   |

#### National League

##### Battitori
| S   | Giocatore (Squadra)                  | Totale |
| --- | ------------------------------------ | ------ |
| AVG | Will Smith (LAD)                     | .313   |
| OPS | Shohei Ohtani (LAD)                  | 0.992  |
| HR  | Kyle Schwarber (PHI)                 | 41     |
| RBI | Kyle Schwarber (PHI)                 | 95     |
| R   | Shohei Ohtani (LAD)                  | 108    |
| H   | Manny Machado (SD) Trea Turner (PHI) | 134    |
| SB  | Oneil Cruz (PIT)                     | 34     |

##### Lanciatori
| S    | Giocatore (Squadra)     | Totale |
| ---- | ----------------------- | ------ |
| W    | Freddy Peralta (MIL)    | 13     |
| L    | Antonio Senzatela (COL) | 14     |
| ERA  | Paul Skenes (PIT)       | 1.94   |
| K    | Zack Wheeler (PHI)      | 182    |
| IP   | Logan Webb (SF)         | 147.1  |
| SV   | Robert Suárez (SD)      | 32     |
| WHIP | Zack Wheeler (PHI)      | 0.92   |

## MLB Awards

### Premi mensili

#### Player of the Month
| Mese   | American League                | National League                     |
| ------ | ------------------------------ | ----------------------------------- |
| aprile | Aaron Judge (New York Yankees) | Pete Alonso (New York Mets)         |
| maggio | Aaron Judge (New York Yankees) | Shohei Ohtani (Los Angeles Dodgers) |
| giugno | Cal Raleigh (Seattle Mariners) | Juan Soto (New York Mets)           |
| luglio | Nick Kurtz (Athletics)         | Kyle Stowers (Miami Marlins)        |

#### Rookie of the Month
| Mese   | American League                    | National League                       |
| ------ | ---------------------------------- | ------------------------------------- |
| aprile | Kristian Campbell (Boston Red Sox) | Luisangel Acuña (New York Mets)       |
| maggio | Jacob Wilson (Athletics)           | Drake Baldwin (Atlanta Braves)        |
| giugno | Nick Kurtz (Athletics)             | Jacob Misiorowski (Milwaukee Brewers) |
| luglio | Nick Kurtz (Athletics)             | Isaac Collins (Milwaukee Brewers)     |

#### Pitcher of the Month
| Mese   | American League                 | National League                          |
| ------ | ------------------------------- | ---------------------------------------- |
| aprile | Max Fried (New York Yankees)    | Yoshinobu Yamamoto (Los Angeles Dodgers) |
| maggio | Kris Bubic (Kansas City Royals) | Robbie Ray (San Francisco Giants)        |
| giugno | Hunter Brown (Houston Astros)   | Zack Wheeler (Philadelphia Phillies)     |
| luglio | Nathan Eovaldi (Texas Rangers)  | Paul Skenes (Pittsburgh Pirates)         |

#### Reliever of the Month
| Mese   | American League                    | National League                   |
| ------ | ---------------------------------- | --------------------------------- |
| aprile | Andrés Muñoz (Seattle Mariners)    | Robert Suárez (San Diego Padres)  |
| maggio | Jhoan Durán (Minnesota Twins)      | Edwin Díaz (New York Mets)        |
| giugno | Josh Hader (Milwaukee Brewers)     | David Bednar (Pittsburgh Pirates) |
| luglio | Kenley Jansen (Los Angeles Angels) | Edwin Díaz (New York Mets)        |

### Premi settimanali

#### Player of the Week
| Settimana      | American League                                                 | National League                       |
| -------------- | --------------------------------------------------------------- | ------------------------------------- |
| 30 marzo 2025  | Aaron Judge (New York Yankees)                                  | Eugenio Suárez (Arizona Diamondbacks) |
| 6 aprile 2025  | Alex Bregman (Boston Red Sox)                                   | Kyle Tucker (Chicago Cubs)            |
| 13 aprile 2025 | Ty France (Minnesota Twins)                                     | William Contreras (Milwaukee Brewers) |
| 20 aprile 2025 | Dylan Moore (Seattle Mariners)                                  | Fernando Tatís Jr. (San Diego Padres) |
| 27 aprile 2025 | Jorge Polanco (Seattle Mariners)                                | Andy Pages (Los Angeles Dodgers)      |
| 4 maggio 2025  | Riley Greene (Detroit Tigers)                                   | Kyle Stowers (Miami Marlins)          |
| 11 maggio 2025 | Rafael Devers (Boston Red Sox)                                  | Freddie Freeman (Los Angeles Dodgers) |
| 18 maggio 2025 | Miguel Vargas (Chicago White Sox)                               | Will Benson (Cincinnati Reds)         |
| 25 maggio 2025 | Taylor Ward (Los Angeles Angels)                                | Seiya Suzuki (Chicago Cubs)           |
| 1° giugno 2025 | Junior Caminero (Tampa Bay Rays) Cal Raleigh (Seattle Mariners) | Christian Yelich (Milwaukee Brewers)  |
| 8 giugno 2025  | Vinnie Pasquantino (Kansas City Royals)                         | Pete Alonso (New York Mets)           |
| 15 giugno 2025 | Josh Smith (Texas Rangers)                                      | Ronald Acuña Jr. (Atlanta Braves)     |
| 22 giugno 2025 | Cal Raleigh (Seattle Mariners)                                  | Eugenio Suárez (Arizona Diamondbacks) |
| 29 giugno 2025 | Tarik Skubal (Detroit Tigers)                                   | Spencer Steer (Cincinnati Reds)       |

| Settimana      | American League                     | National League                       |
| -------------- | ----------------------------------- | ------------------------------------- |
| 6 luglio 2025  | George Springer (Toronto Blue Jays) | Michael Busch (Chicago Cubs)          |
| 13 luglio 2025 | José Ramírez (Cleveland Guardians)  | Kyle Stowers (Miami Marlins)          |
| 20 luglio 2025 | Nick Kurtz (Athletics)              | Eugenio Suárez (Arizona Diamondbacks) |
| 27 luglio 2025 | Nick Kurtz (Athletics)              | Michael Harris (Atlanta Braves)       |
| 3 agosto 2025  | Trevor Story (Boston Red Sox)       | Warming Bernabel (Colorado Rockies)   |

## Cambi difield manager
| Squadra              | 2024                                      | 2025                          | Note |
| Off-season           | Off-season                                | Off-season                    | Off-season |
| -------------------- | ----------------------------------------- | ----------------------------- | --- |
| Chicago White Sox    | Pedro Grifol Grady Sizemore (ad interim)  | Will Venable                  | L'8 agosto 2024 i Chicago White Sox decidono di rimuovere dall'incarico Pedro Grifol (insieme al bench coach Charlie Montoyo). In due stagioni come manager dei White Sox, Grifol ha ottenuto un record di 89–190 (.319), non riuscendo mai a portare la squadra ai playoff. Al suo posto i White Sox affidano l'incarico ad interim a Grady Sizemore, alla sua prima esperienza come field manager. Il 31 ottobre 2024 i White Sox comunicano ufficialmente di aver affidato l'incarico di field manager a Will Venable. Quest'ultimo in precedenza aveva rivestito il ruolo di assistant coach per i Chicago Cubs, Boston Red Sox e Texas Rangers.                                                             |
| Cincinnati Reds      | David Bell Freddie Benavides (ad interim) | Terry Francona                | Il 22 settembre 2024 i Cincinnati Reds annunciano di aver rimosso dall'incarico il loro field manager David Bell. In sei stagioni alla guida dei Reds, Bell ha messo a segno un record complessivo di 409–456 (.473), ottenendo una sola partecipazione alla postseason nel 2020 (stagione accorciata a causa della pandemia di COVID). L'incarico viene affidato temporaneamente a Freddie Benavides, attuale bench coach della squadra e alla sua prima esperienza come field manager. Il 4 ottobre 2024, i Reds ingaggiano come loro nuovo field manager Teddy Francona. |
| Miami Marlins        | Skip Schumaker                            | Clayton McCullough            | Il 29 settembre 2024 i Miami Marlins annunciano di non voler rinnovare il contratto del field manager Skip Schumaker. In due stagioni alla guida della squadra di Miami, Schumaker ha messo a segno un record di 146–178 (.451), con una presenza ai playoff. L'11 novembre 2025 i Marlins annunciano il nuovo field manager, ingaggiando Clayton McCullough. |
| Durante la stagione  |                                           |                               | |
| Pittsburgh Pirates   | Derek Shelton                             | Don Kelly (ad interim)        | L'8 maggio 2025 (dopo un inizio di stagione con un record stagionale di 12–26 e ben 7 sconfitte consecutive) la dirigenza dei Pirates decide di rimuovere dall'incarico di manager Derek Shelton. Durante le sue 6 stagioni a capo della squadra, Shelton ha totalizzato un record complessivo di 306–440 (.410), non riuscendo mai a portare i Pirates ai playoff. Don Kelly, che rivestiva l'incarico di bench coach, è stato promosso ad interim alla carica di field manager fino al termine della stagione ed è al suo primo incarico in questo ruolo. |
| Colorado Rockies     | Bud Black                                 | Warren Schaeffer (ad interim) | L'11 maggio 2025 (dopo un inizio di stagione con un record stagionale di 7–33), i Colorado Rockies hanno licenziato Bud Black. Quest'ultimo ha concluso il suo incarico come field manager della squadra di Denver con un record complessivo di 544–690 (.441) in 9 stagioni, riuscendo a portare la squadra in 2 occasioni nei playoff. Al suo posto è stato nominato, con un incarico ad interim fino alla conclusione della stagione, Warren Schaeffer (alla sua prima esperienza in questo ruolo). |
| Baltimore Orioles    | Brandon Hyde                              | Tony Mansolino (ad interim)   | Il 17 maggio 2025 (dopo un inizio di stagione con un record stagionale di 15–28), i Baltimore Orioles hanno licenziato Brandon Hyde. L'ex-manager degli Orioles ha concluso la sua esperienza a Baltimore con un record complessivo di 421–492 (.461), con 2 apparizioni ai playoff. Dopo la stagione 2023 Hyde è stato nominato American League Manager of the Year, grazie ad una stagione da 100 vittorie (la prima nella storia della franchigia dalla stagione 1980) e al primo titolo della American League East Division dal 2014. Al suo posto, gli Orioles hanno nominato, con un incarico ad interim fino alla conclusione della stagione, Tony Mansolino (alla sua prima esperienza in questo ruolo). |
| Washington Nationals | Dave Martinez                             | Miguel Cairo (ad interim)     | Il 6 luglio 2025, con un record stagionale di 37–53, i Washington Nationals comunicano il licenziamento di Dave Martinez. Quest'ultimo, arrivato a Washington nel 2018, ha concluso la sua esperienza come field manager dei Washington Nationals con un record complessivo di 500–622 (.446) e la vittoria delle World Series nel 2019. Al suo posto, il 7 luglio i Nationals affidano l'incarico ad interim a Miguel Cairo, alla sua seconda esperienza come field manager, dato che aveva rivestito sempre un incarico ad interim con i Chicago White Sox nel 2022, totalizzando un record di 18–16 (.529).                                                                                                   |

## Cambi digeneral manager
| Squadra              | 2024         | 2025                        | Note |
| Off-season           | Off-season   | Off-season                  | Off-season |
| -------------------- | ------------ | --------------------------- | --- |
| Minnesota Twins      | Thad Levine  | Jeremy Zoll                 | Il 4 ottobre 2024 Thad Levine annuncia di lasciare il suo incarico di general manager dei Minnesota Twins, dopo otto stagioni. Il 12 novembre 2024 i Twins annunciano di aver messo al suo posto Jeremy Zoll, in precedenza vice-general manager durante la gestione Levine.                                              |
| San Francisco Giants | Farhan Zaidi | Zack Minasian               | Il 30 settembre 2024 i San Francisco Giants annunciano di aver rimosso dall'incarico di president of baseball operations Farhan Zaidi, nominando al suo posto Buster Posey (ex-catcher dei Giants). Il 1° novembre 2024 i Giants comunicano ufficialmente di aver affidato l'incarico di general manager a Zack Minasian. |
| Durante la stagione  |              |                             | |
| Washington Nationals | Mike Rizzo   | Mike DeBartolo (ad interim) | Il 6 luglio 2025, i Washington Nationals comunicano l'interruzione del loro rapporto con il general manager Mike Rizzo, dopo 17 anni dalla sua nomina. Al suo posto, con incarico ad interim, viene posto l'assistant general manager Mike DeBartolo.                                                                     |

## Record individuali e di squadra

### Battitori
- Tyler O'Neill (Baltimore Orioles)
  - Il 27 marzo O'Neill batte un home run da 3 punti contro i Toronto Blue Jays, estendendo la sua striscia di 6 fuoricampo battuti in occasione dell'Opening Day in altrettante stagioni consecutive, stabilendo il nuovo record MLB.[31]
- Kameron Misner (Tampa Bay Rays)
  - Il 28 marzo, contro i Colorado Rockies, Misner diventa il primo giocatore nella storia della MLB a battere il suo primo home run in carriera e allo stesso tempo a chiudere la partita (walk-off) nell'Opening Day.[32]
- Carson Kelly (Chicago Cubs)
  - Il 31 marzo, nella partita contro gli Athletics, Kelly riesce a battere un cycle ed è il primo giocatore a riuscirvi nel mese di marzo in tutta la storia della MLB.[33]
- Aaron Judge (New York Yankees)
  - Il 3 aprile, contro gli Arizona Diamondbacks, Judge batte un home run diventando il primo giocatore della MLB a riuscire a battere almeno 5 fuoricampo e a collezionare 15 RBI nelle prime 6 gare di una stagione.[34]
  - Il 4 aprile, contro i Pittsburgh Pirates, Judge mette a segno un nuovo homer, diventando in tal modo il primo giocatore MLB a battere almeno 6 fuoricampo e 17 RBI nelle prime 7 gare stagionali.[35] La sua è stata anche la 1000ª presenza in MLB e con il suo homer è diventato il giocatore ad aver raggiunto il più alto numero di fuoricampo nelle prime 1000 presenze in carriera, raggiungendo quota 321 (il precedente record era detenuto da Ryan Howard, che era riuscito a battere 279 fuoricampo nelle sue prime 1000 presenze).[35]
  - Il 12 luglio, nella partita contro i Chicago Cubs, Judge batte il suo 350° HR in carriera e diventa il giocatore che, in tutta la storia della MLB, ha raggiunto più velocemente questa quota dopo 1088 partite disputate (battendo il precedente record detenuto da Mark McGwire, che vi era riuscito dopo 1280 presenze nelle Majors).[36]
- Eugenio Suárez (Seattle Mariners)/(Arizona Diamondbacks)
  - Il 26 aprile Suárez batte 4 home run nella partita contro gli Atlanta Braves, diventando il 19° giocatore a riuscirvi nella storia della lega.[37]
- José Ramírez (Cleveland Guardians)
  - Con la sua base rubata del 1° maggio 2025 nella partita contro i Minnesota Twins, Ramírez diventa il 24° giocatore nella storia della lega ad aver totalizzato 250 fuoricampo e 250 basi rubate in carriera.[38]
- Riley Greene (Detroit Tigers)
  - Il 2 maggio, nella gara contro i Los Angeles Angels, Greene batte 2 home runs nel 9° inning, diventando il primo giocatore nella storia della MLB a riuscirvi. Greene era il primo battitore in ordine di battuta all'inizio della ripresa, quando ha battuto il suo primo fuoricampo sul pitcher degli Angels Kenley Jansen, per poi ritornare al piatto e ribattere il suo secondo fuoricampo su Jake Eder.[39]
- Elly De La Cruz (Cincinnati Reds)
  - L'11 maggio, nella partita contro gli Houston Astros, De La Cruz batte un fuoricampo da 3 punti diventando il primo giocatore dal 1900 a raggiungere la cifra di 115 extra-base hits e 115 basi rubate nelle sue prime 300 gare in MLB.[40]
  - Il 23 maggio, nella partita contro i Chicago Cubs, De La Cruz batte la sua 300ª battuta valida, diventando il giocatore ad aver raggiunto più velocemente questa quota contemporaneamente a 150 RBI e 100 basi rubate (considerando il periodo tempo intercorso da oggi al 1920, anno in cui gli RBI sono diventati una statistica registrata ufficialmente), riuscendovi in 310 partite e battendo il precedente record di Hanley Ramirez (che vi era riuscito in 328 partite).[41][42]
- Bryce Harper (Philadelphia Phillies)
  - Il 16 maggio, nella gara contro i Pittsburgh Pirates, nel 5° inning Harper batte il suo 1000° RBI in carriera, diventando il 306° giocatore nella storia della MLB a raggiungere questa quota. Inoltre, Harper è diventato il 14° giocatore nella storia della lega a riuscire a battere 1000 RBI, a segnare 1000 runs e a ottenere 1000 BB prima di aver compiuto 33 anni d'età.[43]
- Pete Crow-Armstrong (Chicago Cubs)
  - Il 3 giugno, nella partita contro i Washington Nationals, Crow-Armstrong ruba la sua 20ª base della stagione, diventando il 4° giocatore nella storia della lega a raggiungere più velocemente quota 20 SB e a battere almeno 15 fuoricampo in appena 60 partite, preceduto in questo record soltanto da Eric Davis (nel 1987, in 40 gare), Ken Williams (in 54 partite, nel 1922) e Bobby Bonds (nel 1973 in 59 gare).[44]
  - Il 19 giugno, Crow-Armstrong batte il suo 20° fuoricampo stagionale nella partita contro i Milwaukee Brewers, diventando il primo giocatore che nella stagione raggiunge quota 20 fuoricampo e 20 basi rubate e riuscendovi dopo 73 partite. In tal modo diventa il 4° giocatore più veloce a raggiungere queste quote nella storia della MLB, dietro solo ad Eric Davis (che vi è riuscito in 46 partite nel 1987), José Canseco (in 68 partite nel 1998) e Fernando Tatis Jr. (in 71 partite nel 2021).[45]
  - Il 10 luglio, grazie ai suoi 2 HR battuti nella gara contro i Minnesota Twins, Crow-Armstrong diventa il 4° giocatore che, nella storia delle Majors, è riuscito più velocemente a raggiungere quota 25 homers stagionali e 25 basi rubate in una singola stagione, dopo 92 partite disputate. In questa particolare graduatoria Crow-Armstrong è preceduto soltanto da Eric Davis (che vi è riuscito in 69 partite nel 1987), Alfonso Soriano (in 91 gare nel 2002) e Bobby Bonds (anche lui in 91 partite nel 1973).[46]
- Nolan Arenado (St. Louis Cardinals)
  - Il 19 giugno batte il suo 350° fuoricampo in carriera nella partita contro i Chicago White Sox, diventando il 7° giocatore in grado di raggiungere questa quota e di aver ottenuto 10 Golden Gloves. Gli latri 6 giocatori ad essere riusciti a raggiungere questi risultati sono stati Johnny Bench, Ken Griffey Jr., Andruw Jones, Al Kaline, Willie Mays e Mike Schmidt.[47]
- Juan Soto (New York Mets)
  - Il 19 giugno, nella partita contro gli Atlanta Braves, Soto batte la sua 1000ª valida in carriera, diventando in tal modo l'84° giocatore nella storia della lega a riuscirvi ad un'età uguale o inferiore ai 26 anni, nonché il 17° giocatore a raggiungere quota 1000 H e 200 fuoricampo prima dei 27 anni. Soto è diventato anche l'unico giocatore nella storia della MLB che, alla sua età, è riuscito a battere almeno 1000 valide, 200 fuoricampo e a ottenere 800 walks.[48]
  - Il 26 giugno, battendo 2 fuoricampo nella gara contro gli Atlanta Braves, Juan Soto diventa il giocatore con meno di 27 anni a riuscire a battere per più volte più di un homer a partita nella storia della lega, battendo il precedente record di Jimmie Foxx. Quest'ultimo aveva stabilito il suo record nella stagione 1934, collezionando ben 26 multi-home run games prima di compiere 27 anni di età; Soto è riuscito quindi a migliorare il record dopo 91 anni a 27 anni, 8 mesi e 1 giorno d'età.[49]
- Cal Raleigh (Seattle Mariners)
  - Il 20 giugno, battendo due fuoricampo e raggiungendo quota 29 fuoricampo stagionali nella partita contro i Chicago Cubs, Raleigh diventa il primo catcher titolare nella storia della MLB a riuscire a battere il maggior numero di fuoricampo prima dell'All-Star Break, battendo il precedente record detenuto da Johnny Bench, che nel 1970 era riuscito a battere prima della pausa 28 fuoricampo in 87 gare. Raleigh ha oltretutto raggiunto tale quota di fuoricampo con 22 gare di anticipo rispetto all'All-Star Game.
  - Il 21 giugno, nella partita contro i Chicago Cubs, Raleigh batte il suo 30° fuoricampo stagionale prima della pausa dell'All-Star Game, diventando il primo switch-hitter nella storia della lega a riuscirvi. Il precedente record di 29 fuoricampo era detenuto in coabitazione da Mickey Mantle, José Ramírez e Lance Berkman.[50]
  - Con la conclusione del mese di giugno, Cal Raleigh totalizza 33 fuoricampo in stagione, piazzandosi al 3° posto tra i migliori battitori di fuoricampo nella storia della MLB fino al mese di giugno, eguagliando il totale ottenuto da Ken Griffey Jr. e Sammy Sosa nel 1998. Il maggior numero di fuoricampo battuti fino a giugno è stato battuto da Barry Bonds nel 2001, seguito da Mark McGwire con 37 nel 1998.[51]
  - L'11 luglio, nella gara contro i Detroit Tigers, con i suoi 2 HR Raleigh raggiunge quota 38 homers stagionali battendo il precedente record (detenuto insieme da Reggie Jackson e Chris Davis) di fuoricampo realizzati prima dell'All Star Game.[52]
  - Il 27 luglio, nella gara contro i Los Angeles Angels, Raleigh batte il suo 40° HR stagionale, diventando il primo switch-hitter che, in tutta la storia della MLB, è riuscito a raggiungere questa quota prima della fine del mese di luglio.[53]
- Christian Moore (Los Angeles Angels)
  - Il 24 giugno, battendo 2 fuoricampo nella partita contro i Boston Red Sox, Moore diventa il primo giocatore nella storia della lega dal 1961 (l'inizio della cosiddetta Expansion Era) a totalizzare con i suoi primi 3 fuoricampo in carriera a battere l'homer del pareggio o del vantaggio decisivo all'8° inning o più tardi.[54]
- Freddie Freeman (Los Angeles Dodgers)
  - Con il suo homer battuto il 28 giugno contro i Kansas City Royals, Freddie Freeman raggiunge quota 4000 basi conquistate (TB) in carriera, diventando il 91° giocatore a raggiungere questo numero nella storia della MLB.[55]
- James Wood (Washington Nationals)
  - Il 29 giugno, nella partita contro Los Angeles Angels, James Wood diventa il 6° giocatore nella storia della lega ad essere lasciato andare intenzionalmente in prima base (IBB, considerando le stagioni dal 1955 in poi, anno in cui la statistica è stata per la prima volta presa in considerazione dai classificatori) in tutte le sue 4 apparizioni al piatto della stessa partita. In tal modo, Wood si è unito al gruppo composto da Barry Bonds (in 4 partite), Manny Ramírez, Andre Dawson, Garry Templeton e Roger Maris.[56]
- Manny Machado (San Diego Padres)
  - Il 7 luglio, al 4° inning della gara contro gli Arizona Diamondbacks, Machado realizza la sua valida n. 2000 in carriera, diventando il 289° giocatore MLB a raggiungere questa quota.[57]
- Kyle Stowers (Miami Marlins)
  - Il 18 luglio, con i suoi 2 HR battuti contro i Kansas City Royals (di cui il secondo decisivo per la vittoria della sua squadra), Stowers diventa il primo giocatore nella storia delle Majors a registrare 5 HR in 2 sole partite.[58]
- Shohei Ohtani (Los Angeles Dodgers)
  - Il 22 luglio, nella gara contro i Minnesota Twins, Ohtani diventa il primo giocatore di origine giapponese a battere almeno 1 HR in 4 gare consecutive.[59]
- Nick Kurtz (Athletics)
  - Il 25 luglio, nella partita contro gli Houston Astros, Kurtz riesce a battere 4 homers nella stessa gara, diventando il 20° giocatore a riuscirvi nella storia della lega, nonché il primo rookie. Nella stessa partita, Kurtz conquista ben 19 basi, eguagliando il record precedentemente stabilito da Shawn Green, nella stagione 2002.[60]
- Kyle Schwarber (Philadelphia Phillies)
  - Il 25 luglio, nella gara contro i New York Yankees, Schwarber raggiunge quota 1000 battute valide in carriera grazie ad un HR, il suo 319° in carriera, diventando il giocatore ad averne battuti il maggior numero avendo allo stesso tempo superato quota 1000 valide (superando in tal modo Mark McGwire, che aveva battuto 311 HR, ed Aaron Judge, con 308 HR).[61]
- Andrew McCutchen (Pittsburgh Pirates)
  - Il 28 luglio, nella partita contro i San Francisco Giants, batte il suo 10 homer stagionale, diventando in tal modo l'11° giocatore nella storia della MLB a far registrare almeno 10 HR in ognuna delle sue prime 17 stagioni nella lega (gli altri dieci giocatori sono Hank Aaron, Eddie Murray, Carl Yastrzemski, Barry Bonds, Albert Pujols, Frank Robinson, Harold Baines, Mickey Mantle, Jeff Kent e Willie McCovey.[62]
- Giancarlo Stanton (New York Yankees)
  - Il 30 luglio, al 2° inning della gara contro i Tampa Bay Rays, Stanton subisce il suo 2000° K in carriera su un lancio di Zack Littell, diventando così l'8° giocatore nella storia della lega a raggiungere questa quota.
- Julio Rodriguez (Seattle Mariners)
  - Il 3 agosto, nella partita contro i Texas Rangers, Rodríguez batte un home run, diventando il primo giocatore nella storia della MLB ad essere riuscito a realizzare in ognuna delle sue prime 4 stagioni nelle Majors almeno 20 HR e 20 basi rubate. Inoltre, Rodríguez diventa il 3° giocatore nella storia della lega a raggiungere quota 100 HR e 100 SB entro le prime 4 stagioni in MLB (gli altri due giocatori a farlo sono stati Bobby Bonds e Darryl Strawberry).[63]
- Shea Langeliers (Athletics)
  - Il 5 agosto, nella gara contro i Washington Nationals, Langeliers batte ben 3 HR diventando il primo giocatore nella storia della lega (almeno dal 1900) a riuscire a battere 3 homers nella sua partita da primo nell'ordine di battuta, il secondo catcher a riuscirvi come leadoff hitter (prima di lui vi era riuscito Travis d'Arnaud il 15 luglio 2019), nonché il quarto catcher a farlo avendo già battuto 3 HR in un'altra gara precedente (insieme a d'Arnaud, Gary Carter e Johnny Bench); inoltre, Langeliers eguaglia il record di basi conquistate in una gara (ben 15) da un catcher (considerando il periodo dal 1900 in poi).[64]

### Lanciatori
- MacKenzie Gore (Washington Nationals)
  - Il 27 marzo Gore mette a segno 13 strikeout contro i Philadelphia Phillies, eguagliando il record di Bob Gibson come unici pitchers della storia ad aver messo a segno almeno 13 K e, allo stesso tempo, senza concedere alcuna base on balls e nessun punto agli avversari in una partita dell'Opening Day (Gibson vi era riuscito nel 1967).[65]
- Kenley Jansen (Los Angeles Angels)
  - L'8 aprile, contro i Tampa Bay Rays, Jansen mette a segno la sua 450ª save in carriera e diventa il 4° pitcher nella storia a raggiungere questa quota.[66]
- José Quintana (Milwaukee Brewers)
  - Con la W ottenuta contro gli Arizona Diamondbacks l'11 aprile, Quintana diventa il 24° lanciatore nella storia della MLB ad aver ottenuto la vittoria contro tutte le attuali franchigie (tra i lanciatori ad esservi riusciti ma non ancora ritiratisi in questa stagione, ci sono Gerrit Cole, Charlie Morton, Max Scherzer e Justin Verlander).[67]
- Spencer Strider (Atlanta Braves)
  - Al 5° inning della partita contro i Toronto Blue Jays, lo starter Spencer Strider elimina al piatto Addison Barger e porta a casa il suo 500° K, diventando il lanciatore che ha raggiunto più velocemente questa quota dopo 334 IP (il precedente record era detenuto da Freddy Peralta, che ha ottenuto il suo K n. 500 dopo 372 IP).[68]
- Jacob deGrom (Texas Rangers)
  - Il 4 maggio Jacob deGrom elimina al piatto Jorge Polanco nella partita contro i Seattle Mariners e mette a segno il suo strikeout n. 1700 in carriera. Il pitcher dei Texas Rangers è diventato il lanciatore a raggiungere più velocemente questa quota, riuscendovi dopo 225 presenze (battendo il precedente record detenuto in coabitazione da Yu Darvish e da Randy Johnson, che vi sono riusciti dopo 230 partite).[69]
  - Il 3 agosto, nella gara contro i Seattle Mariners, deGrom ottiene lo strikeout n. 1800 della sua carriera eliminando al piatto J.P. Crawford, diventando il pitcher che nella storia della lega ha raggiunto più velocemente questa quota considerando sia il numero di partite disputate (240) che gli innings sul monte di lancio (1493.1). Il precedente record era detenuto da Randy Johnson (che ha ottenuto 1800 K in 243 partite) e Chris Sale (che vi è riuscito dopo 1498 IP).[70]
- Chris Sale (Atlanta Braves)
  - Il 29 maggio, durante il 6° inning della partita contro i Philadelphia Phillies, eliminando al piatto Edmundo Sosa, Chris Sale mette a referto il suo 2500° strikeout in carriera diventando il 40° pitcher nella storia della MLB a raggiungere questa quota. Chris Sale diventa anche il lanciatore a raggiungere questo numero di K più velocemente, riuscendoci in 2026.0 IP (battendo il precedente record di Randy Johnson, che vi era riuscito in 2107.2 IP).[71]
- Tarik Skubal (Detroit Tigers)
  - In 10 presenze sul monte di lancio (dall'8 aprile al 31 maggio 2025), Tarik Skubal fa registrare uno strikeout-walk ratio (K/BB) di 89/3, diventando il miglior pitcher nella storia della MLB a far registrare questa media in una singola stagione nell'arco di 10 presenze (il precedente record era detenuto da Cliff Lee che, tra il 6 settembre 2013 e il 21 aprile 2014, aveva totalizzato un ratio di 92/3, totalizzato comunque a cavallo di due stagioni differenti).[72]
- Jacob Misiorowski (Milwaukee Brewers)
  - Il 20 giugno, alla sua 2° presenza come starter sul monte di lancio contro i Minnesota Twins, Misiorowski lancia 6.0 IP senza subire alcuna valida; con i 5. IP lanciati al suo debutto il 12 giugno contro i St. Louis Cardinals, Misiorowski esordisce nelle Majors con 11.0 IP senza subire nessuna valida, stabilendo il nuovo record per la miglior striscia di uno starter pitcher al suo esordio (tenendo conto dall'inizio della Modern Era in poi, ovvero dal 1900). Misiorowski, inoltre, diventa l'unico lanciatore dal 1900 in poi ad aver totalizzato più vittorie (2) che valide concesse (0) nelle sue due prime partenze.[73]
- Chase Burns (Cincinnati Reds)
  - Il 24 giugno contro i New York Yankees, al suo debutto in MLB, Burns è diventato il primo starting pitcher nella storia della lega a mettere strikeout i primi 5 battitori affrontati (Trent Grisham, Ben Rice, Aaron Judge, Cody Bellinger e Paul Goldschmidt).[74]
- Aroldis Chapman (Boston Red Sox)
  - Il 1° luglio, chiudendo con successo la partita contro i Cincinnati Reds, Chapman mette a segno la sua 350ª save in carriera diventando il 14° giocatore nella storia della MLB a raggiungere questa quota.[75]
- Clayton Kershaw (Los Angeles Dodgers)
  - Il 2 luglio, contro i Chicago White Sox ed eliminando al piatto Vinny Capra al 6° inning, Kershaw raggiunge quota 3000 strikeout in carriera, diventando il 20° giocatore a raggiungere questo numero di K in carriera.[76]
- Rich Hill (Kansas City Royals)
  - Il 22 luglio, salendo sul monte di lancio al suo debutto con la maglia dei Royals contro i Chicago Cubs, Hill eguaglia il record di Edwin Jackson diventando i 2 soli giocatori che, nella storia della MLB, hanno giocato per ben 14 squadre differenti.[77]
- Justin Verlander (San Francisco Giants)
  - Il 10 agosto, nella partita contro i Washington Nationals, Verlander mette strikeout Nathaniel Lowe durante il 1° inning e raggiunge quota 3500 K in carriera, diventando il 10° pitcher che, nella storia della lega, è riuscito a raggiungere questa quota.[78]

### Altri
- New York Yankees
  - Il 29 marzo, nella partita contro i Milwaukee Brewers, gli Yankess diventano la prima squadra MLB a riuscire a battere 3 HR nei 3 primi lanci della partita.[79]
  - Il 29 marzo, gli Yankess riescono a battere contro i Milwaukee Brewers ben 7 fuoricampo nei primi 3 innings, diventando la prima squadra nella storia della lega a riuscirvi.[80]
  - Dal 27 marzo al 1° aprile, gli Yankees stabiliscono il nuovo record di fuoricampo battuti nelle prime 4 gare della stagione, raggiungendo quota 18 (il precedente record era detenuto dai Detroit Tigers, che nel 2006 riuscirono a batterne 16).[81]
  - Dal 27 marzo al 5 aprile, gli Yankess raggiungono i 25 fuoricampo battuti nelle prime 8 gare della stagione, stabilendo il nuovo record MLB (il precedente record era detenuto dai St. Louis Cardinals nel 2000, che ne avevano battuti 23).[82]
  - Il 29 aprile, nella loro partita contro i Baltimore Orioles, per la seconda volta nella stagione, con tre battitori consecutivi gli Yankees riescono a battere 3 HR e diventano la prima squadra nella storia della lega a riuscirvi per due volte nella stessa stagione (la prima volta vi erano riusciti il 29 marzo).[83]
- Los Angeles Dodgers
  - I Dodgers diventano la prima squadra detentrice del titolo a iniziare la stagione con un record di 8 vittorie e nessuna sconfitta.[84]
- San Diego Padres
  - Il 13 aprile, con il loro shutout ottenuto contro i Colorado Rockies, i Padres diventano la 2° squadra nella storia della lega a collezionare 6 partite senza subire punti nelle prime 16 partite stagionali (eguagliando il record dei Cleveland Indians nel 1966).[85]
- Paul Skenes / Henry Davis (Pittsburgh Pirates)
  - Il 14 aprile, contro i Washington Nationals, Skenes e Davis diventano la prima coppia pitcher-catcher (battery) ad essere composta da 2 prime scelte del MLB Draft (Skenes è stato la scelta n. 1 nel Draft 2023, mentre Davis lo è stato nel Draft 2021).[86]
- Kansas City Royals / Baltimore Orioles
  - Nella loro partita del 4 maggio 2025, Kansas City Royals e Baltimore Orioles battono insieme 10 fuoricampo da 1 punto ciascuno (solo home run), eguagliando il record di maggior numero di fuoricampo battuti in una singola partita (i Royals fanno registrare 7 dei 10 HR). Nella storia della MLB soltanto in altre 2 occasioni erano stati battuti un numero così alto di fuoricampo: il 22 maggio 2022 (nella partita tra Arizona Diamondbacks e Chicago Cubs giocata al Wrigley Field) e il 28 maggio 1995 (nella gara tra Chicago White Sox e Detroit Tigers disputata nel Tiger Stadium).[87]
- Colorado Rockies
  - Il 14 maggio, con la sconfitta subita per mano dei Texas Rangers, i Rockies diventano la squadra ad aver totalizzato il peggior record dopo 43 partite (considerando il periodo dal 1900 ad oggi), collezionando ben 36 sconfitte.
  - Il 22 maggio, con la sconfitta nella gara contro i Philadelphia Philles, i Rockies diventano la squadra ad aver totalizzato il peggior record dopo 50 partite, totalizzando 42 sconfitte (considerando il periodo dal 1900 ad oggi; nel periodo precedente, il peggior record è stato quello dei Louisville Colonels nel 1895, con 7 vittorie e 43 sconfitte).[88]
  - Il 27 maggio, con la sconfitta subita per mano dei Chicago Cubs, i Rockies perdono la loro 21ª serie consecutiva, continuando una striscia negativa iniziata nella stagione precedente e abbattendo il precedente record detenuto dai Chicago White Sox del 2024 (che avevano perso 20 serie consecutive).[89] Il 2 e il 3 giugno successivo, i Rockies ottengono 2 vittorie consecutive sui Miami Marlins, aggiudicandosi la serie (costituita da 3 gare) e fermando la propria striscia negativa.[90]
  - Il 1° giugno i Rockies subiscono una nuova sconfitta dai New York Mets e raggiungono quota 50 sconfitte stagionali, stabilendo in tal modo il peggior record nella storia moderna della MLB (ovvero a partire dal 1901), con 9 vittorie e 50 sconfitte. Inoltre, i Rockies diventano la 3ª squadra che, nella storia della lega, raggiunge più velocemente quota 50 sconfitte (dietro soltanto ai Kansas City Unions del 1884 e ai Cincinnati Red Stockings del 1876, entrambe riuscite a raggiungere questo numero di sconfitte in 57 partite).[91]
- Boston Red Sox
  - Grazie alla loro vittoria contro i Washington Nationals del 5 luglio, i Red Sox diventano la 5ª franchigia MLB (considerando le stagioni dal 1901) a far registrare la loro vittoria n. 10.000.[92]
- Pittsburgh Pirates
  - Il 6 luglio, nella partita contro i Seattle Mariners, i Pirates eguagliano il record di aver disputato 6 gare con 6 shutout consecutivi (vittoria o sconfitta che sia). Tra il 30 giugno e il 2 luglio battono in 3 gare i St. Louis Cardinals senza mai incassare un punto (7–0, 1–0, 5–0), per poi subire 3 shutout consecutivi dai Mariners tra il 4 e il 6 luglio (6–0, 1–0, 1–0). I Pirates diventano così la 5ª squadra a riuscirvi, dopo gli stessi Pirates del 1903, i Chicago Cubs del 1919, i Chicago White Sox del 1949 e i Washington Senators del 1953.[93]
- Terry Francona (Cincinnati Reds)
  - Il 13 luglio, con la vittoria dei suoi Reds contro i Colorado Rockies, Francona raggiunge quota 2000 vittorie nella sua carriera da field manager, diventando il 13° coach più vincente nella storia della MLB.[94]
- Philadelphia Phillies
  - Il 22 luglio, battendo i Boston Red Sox, i Phillies diventano la prima squadra dal 1971 a riuscire a vincere una gara con un walk-off HR concesso per interferenza del catcher avversario. Nel caso di specie, la mazza girata da Edmundo Sosa colpisce il guanto del catcher dei Red Sox, Carlos Narvaez, in una situazione di basi piene e nella parte bassa del 10° inning.[95]
- Kansas City Royals
  - Il 30 giugno, nella gara contro gli Atlanta Braves, i Royals impiegano ben 9 lanciatori in un singolo extra-inning, diventando la 2° squadra nella storia della MLB a schierarne così tanti in un solo extra-inning (la prima squadra a farlo sono stati i Cleveland Indians, nella stagione 2016).[96]
- Atlanta Braves / Cincinnati Reds
  - Il 3 agosto, in occasione dello Speedway Classic tra Braves e Reds disputato presso il Bristol Motor Speedway di Bristol (Tennessee), sono presenti 91.032 spettatori, diventando la partita con più spettatori nella storia della lega (il precedente record era stato stabilito il 12 settembre 1954, quando 84.587 spettatori assieparono gli spalti del Cleveland Stadium nella gara tra Cleveland Indians e New York Yankees.[97]
- Jen Pawol
  - Il 9 agosto, nella prima partita della serie tra Atlanta Braves e Miami Marlins presso il Truist Park di Cumberland (Georgia), Pawol diventa il primo arbitro di sesso femminile ad arbitrare una gara ufficiale MLB. Nella serie ha avuto il ruolo di arbitro in base nelle prime due gare, mentre nella terza è stata l'arbitro dietro il piatto.[98]

## Stadi
- Il 16 novembre 2023, i proprietari delle franchigie MLB approvano in via definitiva il trasferimento degli Athletics da Oakland (California) a Las Vegas (Nevada). Successivamente, il 4 aprile 2024, gli Athletics comunicano ufficialmente di disputare le proprie partite casalinghe presso il Sutter Health Park di West Sacramento (California) a partire da questa stagione e fino al 2027 (con un'opzione per la stagione 2028), in attesa della costruzione del proprio impianto definitivo in Nevada.[3][99]
- A causa dei danni ingenti al tetto del proprio tradizionale impianto casalingo, il Tropicana Field di St. Petersburg (Florida), dovuti all'urugano Milton del 2024, i Tampa Bay Rays giocano le proprie gare casalinghe presso il George M. Steinbrenner Field di Tampa (Florida).[100]
- L'impianto casalingo dei Chicago White Sox ha cambiato denominazione, diventando Rate Field di Chicago (Illinois), dopo il rebranding dell'azienda in sponsorship con i gestori dello stadio, la Garanteed Rate.[101]
- L'impianto casalingo degli Houston Astros ha cambiato denominazione in Daikin Park, abbandonando la precedente denominazione (Minute Maid Park) dopo la conclusione di nuovo accordo di sponsorship con l'azienda giapponese.[102]

## Ritiri
I seguenti giocatori hanno deciso di ritirarsi dall'attività professionistica durante la stagione 2025 e prima dell'inizio della successiva stagione.
- Jay Jackson (29 marzo)[103]
- Lance Lynn (1° aprile)[104]
- Ross Stripling (6 maggio)[105]
- Evan Longoria (annunciato il 12 maggio, si è ritirato con la maglia dei Tampa Bay Rays il 7 giugno)[106]
- Matt Carpenter (14 maggio)[107]
- Tony Kemp (15 maggio)[108]
- Kolten Wong (16 maggio)[109]
- Jean Segura (21 maggio)[110]
- Jake Diekman (23 maggio)[111]
- Josh Harrison (31 maggio)[112]
- Wilson Ramos (15 giugno)[113]
- Whit Merrifield (24 giugno)[114]
- Tucker Barnhart (30 giugno)[115]
- Kevin Pillar (2 luglio)[116]
- Freddy Galvis (4 luglio)[117]
- Dan Straily (6 luglio)[118]
- Trevor Cahill (16 luglio)[119]
- Kyle Gibson (17 luglio)[120]
- Daniel Bard (20 luglio)[121]
- Nick Ahmed (24 luglio)[122]
- Jesse Chavez (24 luglio)[123]
- Alex Wood (8 agosto)[124]

## Numeri ritirati
- Il 19 luglio viene ritirata la maglia n. 5 dei New York Mets in onore di David Wright. È l'11° numero di maglia ritirato dalla squadra.[125]
- Il 9 agosto viene ritirata la maglia n. 51 dei Seattle Mariners in onore di Ichiro Suzuki. È il 4° numero di maglia ritirato dalla squadra.[126]
- Il 16 agosto viene ritirata la maglia n. 13 degli Houston Astros in onore di Billy Wagner. È l'11° numero di maglia ritirato dalla squadra.[127]